# The Chocolate Wheelchair Album
The Chocolate Wheelchair Album es un disco de Venetian Snares lanzado en 2003 por Planet Mu.
Este álbum incluye una serie de samplings tan diversos como "Too Young to Fall in Love", del grupo de Heavy metal Mötley Crüe (en el tema "Too Young"), "I'm A Slave 4 U", de Britney Spears (en "Langside"), "Skin", de Siouxsie & The Banshees (en "Epidermis"), o el tema central de la telenovela inglesa "Coronation Street" (en "Abomination Street"), entre otros.

## Lista de temas
1. "Abomination Street"
2. "Too Young"
3. "Langside"
4. "Einstein-Rosen Bridge"
5. "Hand Throw"
6. "Epidermis"
7. "Ghetto Body Buddy"
8. "Sky Painted on Car"
9. "Marty's Tardis"
10. "Herbie Goes Ballistic"